# Массовое убийство в Каухайоки
Массовое убийство в Ка́ухайоки (фин. Kauhajoen koulusurmat) — массовое убийство, осуществлённое 23 сентября 2008 года учащимся Матти Юхани Саари в колледже финского города Каухайоки (фин. Kauhajoki).

## Событие
Во вторник 23 сентября 2008 года в 10:40 Саари, переодетый во все чёрное и с лыжной маской на лице, вооружённый самозарядным пистолетом «Вальтер Р22» и несколькими самодельными коктейлями Молотова, через подвал проник в здание Профессионально-технического училища в Каухайоки, где на тот момент находилось более 200 человек.
Саари ещё в подвале трижды выстрелил в сторожа Юкку Форсберга, но промахнулся все три раза. Оказавшись в учебной зоне, Саари открыл стрельбу по группе учеников, шедшим на экзамен (20 человек). 
По показанию троих студентов, которым удалось спрятаться, он действовал крайне агрессивно и наслаждался своими действиями. Один из них позже рассказывал: «Я увидел парня, он начал стрелять по нам, я побежал зигзагом, чтоб ему было труднее попасть в меня». 
В 10:42 Саари поджёг коктейль Молотова и кинул его в северную часть коридора. Однако тот не сработал.  

В 10:45 несколько учеников, думая, что это розыгрыш, отправились смотреть, в чём дело. Матти открыл по ним огонь и убил двоих из троих, одного ранил.  

В 10:46 полиция приняла звонок и выслала несколько машин. 

В 11:00 Саари кинул ещё один коктейль Молотова в одну из лабораторий, после чего разбил стрельбой все окна в коридоре.  

Полиция прибыла примерно в 11:02, они вошли во двор, где были обстреляны Саари, и им пришлось отступить.  
В 11:03 они вызвали подкрепление.  

В 11:45 они попытались взять здание штурмом, но приостановили штурм из-за чёрного дыма, который шёл из здания.  

В 11:50 в колледже остались лишь несколько десятков студентов и сам нападавший.  

В 11:53 Саари позвонил одному из своих друзей и сознался в убийстве 10 человек и в желании попрощаться.  

В 12:30 Саари выстрелил себе в голову. Несколько часов спустя он скончался в больнице Университета Тампере, куда был доставлен. 
Итог бойни — 11 убитых (включая Саари) и трое раненых, один из которых тяжело в голову. Все жертвы были однокурсниками Саари, некоторые даже знали его лично. Саари успел сделать от 157 выстрелов.
Жертвы
| Имя                       | Возраст |               |
| ------------------------- | ------- | ------------- |
| Киммо Антеро Мартискайнен | 51      | Преподаватель |
| Марко Олави Коскинен      | 21      | Студент       |
| Реетта Эйя Элизабет Валли | 21      | Студентка     |
| Дженни Мари Лахти-Рёйске  | 21      | Студентка     |
| Эсси Анниа Коркиамяки     | 21      | Студентка     |
| Эмми Хелиня Киили         | 20      | Студентка     |
| Таня Туулия Котилайнен    | 26      | Студентка     |
| Ану Хелена Финниля        | 20      | Студентка     |
| Марьюка Йозеф Люкку       | 20      | Студентка     |
| Ниина-Эмилия Рантала      | 20      | Студентка     |

Массовое убийство в Каухайоки вызвало сильный общественный резонанс в Финляндии. Руководство страны грозилось найти ответственных за случившееся и обещало ужесточить правила ношения оружия в стране.

## Убийца
Матти Юхани Саари (фин. Matti Juhani Saari) (20 мая 1986 — 23 сентября 2008) — 22-летний студент кулинарного отделения.
18 сентября злоумышленник под ником Wumpscut86 опубликовал на Youtube видеоролики, в которых произносит фразу you will die next («ты умрёшь следующим») и тренируется в стрельбе из пистолета «Вальтер P22». Полиция Финляндии 22 сентября — за день до трагедии — вызвала его из-за роликов на допрос, где в итоге посчитали, что отбирать у него лицензию на оружие нецелесообразно (впоследствии прокуратура Финляндии предъявила обвинения в халатности полицейскому, который не отнял оружие и выпустил на свободу Матти Саари). 
Утром 23 сентября 2008 в общежитии Матти Саари оставил несколько рукописных записок со словами: «Я ненавижу человеческую расу», «Решение — Вальтер Р22». Матти планировал преступление в течение 5 лет. Однако один из его школьных друзей, Сусанна Керонен, говорит о нём так: «Это был классный парень, он был счастлив, я не пойму, что его толкнуло на преступление. Он не был одинок, у него было много друзей, он умел общаться с людьми и нравиться им». 
Тем не менее, у Матти был опыт насилия: в 2006 году его уволили из армии за неподчинение приказу, когда из-за его ошибки чуть не погибли люди. 
Также есть свидетельства, что Матти подвергался издевательствам в школе. За 18 месяцев до убийства Матти вдруг стал интересоваться бомбами, пистолетами, массовыми убийствами. Он стал ненавидеть мир и все в нём.
Также один из его друзей сообщил, что за два года до происшествия Матти отправил ему сообщение с датой убийства. 
На март 2009 года полиция Финляндии признала, что не в состоянии определить точных мотивов происшедшего.